# Бой под Владыками
Бой под Владыками — сражение между польско-белорусскими повстанцами и регулярными войсками Российской империи произошедшие 16 (28) мая 1863 года в ходе Январского восстания, в окрестностях деревни Владыки, Вилейского уезда, Виленской губернии.

## Предыстория
В январе 1863 года, вскоре после начала Январского восстания в Царстве Польском бывший штабс-капитан царской армии Винцент Козелл-Поклевский был назначен командующим всеми повстанческими подразделениями в Вилейском уезде Виленской губерии. Однако только 20 апреля (2 мая) 1863 года в имении Сервича ему удалось собрать и возглавить отряд мятежников численностью около 70 человек. Днем 25 апреля (7 мая) на реке Двиноса в окрестностях одноимённого села Козелл-Поклевскому удалось соединиться с отрядом повстанцев под командованием бывшего штабс-капитана царской армии Мельхиора Чижика (78 бойцов), к ним также примкнула группа из 40 человек под командованием В. Сухоцкого, в результате чего объединенный отряд возрос в численности до 190 человек и остановившись на отдых в имении Двиносы.
Об этом регулярным войскам сообщил крестьянин деревни Погост Иван Волк, в результате чего мятежники 27 апреля (9 мая) были атакованы 2 ротами пехоты и после часовой перестрелки сумели оторваться от преследования с 2 убитыми, против 1 убитого и 1 раненого у русских.  Вскоре, соединившись с остатками разбитого 23 марта (4 апреля) 1863 года у села Свечки отряда Ю. Бакшанского, Козелл-Поклевский принял решение двигаться на соединение с отрядом Болеслава Свентаржецкого действовавшего в то время в Игуменском уезде, Минской губернии.
По дороге повстанцы стали заходить в окрестные деревни, где активно призывали крестьян к участию в мятеже, однако эти призывы не возымели значительного успеха и лишь единицы пополняли вооруженное формирование. В деревне Погост повстанцы схватили ранее донесшего на них крестьянина И. Волка и несколько дней возили его с собой показывая населению в качестве «предателя польского народа».
Утром 9 (21) мая повстанцы в количестве по разным оценкам от 200 до 300 человек вошли в местечко Долгиново, где собрав жителей на местной базарной площади, зачитали им манифест Литовского провинциального комитета и призвали поддержать восстание. Тем не менее акция вызвала лишь неприязненную реакцию населения, но местному ксендзу по фамилии Лодзь удалось с большим трудом уговорить восставших покинуть населённый пункт без жертв и разрушений. На следующий день повстанцы появившись в деревне Двонос, после показательного «судебного процесса» повесили И. Волка и спалив здание сельского правления вместе со всеми документами ушли в сторону деревни Завишино. Лишь после этих событий им удалось обратить на себя внимание регулярных войск.
В ответ на действия мятежников, в ночь на 11 (23) мая из Минска выступили 3-я и 5-я стрелковые роты Великолуцкого пехотного полка под командованием майора Ковалевского. Соединившись под Логойском вечером того же дня с 13-й ротой Кременчугского резервного пехотного полка прибыли в Завишино на рассвете 13 (25) мая, однако мятежники за день до этого успели покинуть населенный пункт. Позже в деревню прибыла ещё и 15-я рота Кременчугского полка под командованием полковника А. А. Галла. Поздним вечером 13 (25) мая из Вилейки на поиска мятежников прибыла ещё и 5-я рота Новогерманландского полка. Узнав от крестьян, что повстанцы ушли в стороны труднопроходимой Стакиободовской пущи, на рассвете 14 (26) мая регулярные войска вышли по их следам к деревне Затемье. Жители населенного пункта не смогли дать однозначного ответа о перемещении повстанцев, прочесав большую часть пущи войска не обнаружили явных следов неприятеля, однако отметили крайнюю труднопроходимость местности.
Лишь к вечеру 15 (27) мая после целого дня поисков войскам удалось понять, что повстанцы вероятнее всего находятся в окрестностях деревни Владыки. Тогда полковник Галл оставив обозы в деревне Затемье отправил 5-ю роту Новогерманландского полка под командованием штабс-капитана Андрея Волкова в северную часть пущи, сам же вместе с 3-й и 5-й ротами Великолуцкого полка отправился в южную ее часть, где по показаниям крестьян должен был располагаться повстанческий лагерь. Спустя несколько часов войскам под командованием Галла удалось встретить крестьянина деревни Владыки, который показал что повстанцы переправившись вброд через реку Илию и заняли укрепленную позицию на её левом берегу. Крестьянин согласился показать войскам путь в тыл мятежников через труднопроходимое болото.

## Бой
Спустя несколько часов находящаяся во главе колонны регулярных войск 3-й рота Великолуцкого полка под командованием поручика Воронкова пройдя болото вышла к деревне Владыки немного в стороне от которой на лесной поляне ими были замечены несколько вооруженных людей, которые оказавшись повстанцами тотчас же открыли по ним огонь из ружей, тем не менее из-за значительного расстояния пули не причинили солдатам никакого вреда. Произведя несколько выстрелов в сторону русских, мятежники поспешили скрыться в лесу, тогда как Воронков приказал роте начать их преследование рассыпным строем, что и было выполнено. Повстанцы же в то же самое время заняв заранее подготовленную укрепленную баррикадами оборонительную позицию на опушке леса, подпустили русских на расстояние 50 шагов, и открыли по ним довольно плотный оружейный огонь от которого наступающие сразу же начали нести потери, одним из первых ранение получил и сам поручик Воронков. 
Командование ротой принял поручик Антонов, который тут же отдал приказ подразделению примкнуть штыки и перейти на бег. В это же время с фланга на лагерь мятежников вышла часть 5-й роты Великолуцкого полка под командованием штабс-капитана Миллаура, которая незамедлительно присоединилась к перестрелке. Несмотря на полуокружение мятежники продолжали ещё более получаса ожесточённое сопротивление постепенно отходя к реке. Наконец спустя около трех часов непрекращающегося боя часть повстанцев увидев, что прижата к берегу, дрогнула и начала разбегаться, в том числе пытаясь переплыть реку под плотным огнём русских войск, лишь некоторое число повстанцев продолжало оружейной пальбой пытаться сдерживать русских, тем не менее вcкоре бросив эту затею попыталась также уйти через реку в находившийся на противоположном берегу густой лес. 
Меньшей части повстанцев удалось переплыть реку и выбраться на противоположный берег ещё не занятный регулярными войсками, после чего из-за промедления русских им удалось пересечь лес и уйти к деревне Княгинин. Прибывшая на противоположный берег реки спустя несколько часов после окончания боя 5-я рота Новоингерманладского полка тотчас же была отправлена Галлом преследовать мятежников, однако быстро потеряв их следы вернулась к месту расквартирования.

## Последствия
В результате трехчасового боя повстанческий отряд В. Козелла-Поклевского де-факто перестал существовать. По польским данным из 190 бойцов отряда 58 включая командира были убиты в бою, еще 25 попали в плен и около 50 утонули при попытке пересечь реку под шквальным оружейным огнем регулярных войск. Уцелело лишь 54 повстанца, которые под командованием М. Чижика сумев уйти от преследования к деревне Княгинин и после недолго отдыха перешли в Игуменский уезд, где примкнули к отряду Станислава Лесковского в котором сражались до поздней осени 1863 года.
По русским данным в ходе боя повстанцы потеряли от 80 до 110 человек убитыми и умершими от ран, еще около 50 человек погибли при попытке переплыть реку и от 13 до 25 мятежников попали в плен из них не менее 5 ранеными. Также согласно рапорта полковника Галла у мятежников были отбиты значительные трофеи а именно: 65 ружей, 21 дульнозарядный пистолет и револьвер, 12 единиц холодного оружия и 10 лошадей. Потери регулярных войск также оказались значительными и составили по оценке А. Галла 10 убитых и 34 раненых в том числе 2 офицера, из которых 4 нижних чина позже скончались от ран. 
Согласно более позднему рапорту полковника Рейнхарда штабного офицера минской жандармерии, мятежники в бою под Владыками потеряли до 170 человек убитыми и 13 пленными, а регулярные войска 7 человек убитыми и 33 ранеными. Краткая история 12-го Пехотного Великолуцкого полка однако сообщает, что потери регулярных войск составили 10 убитых в их числе 2 офицера, 4 умерших от ран и 29 раненых из них 1 офицер — поручик Воронков, 2 унтер-офицера и 26 нижних чинов.
Все погибшие повстанцы были захоронены на следующий день в братской могиле в деревне Владыки.